# Мадера, Александр Георгиевич
Алекса́ндр Георгиевич Маде́ра (30 июня 1951 — 22 октября 2021) — российский учёный в области математического моделирования. Доктор технических наук, профессор, академик Нью-Йоркской академии наук. Заведующий отделом математического моделирования процессов в сложных технических системах в ФГУ ФНЦ Научно-исследовательском институте системных исследований Российской академии наук.

## Научная работа
Преподавательская деятельность — профессор — Московский государственный институт радиотехники, электроники и автоматики; Российский государственный гуманитарный университет; Национальный Исследовательский Университет «Высшая школа экономики». Читаемые курсы: «Статистический анализ данных», «Математическое моделирование систем», «Моделирование и принятие решений в менеджменте», «Количественные и качественные методы разработки и принятия управленческих решений», «Математическое моделирование в управлении».
Основные труды — по математическому моделированию процессов различной физической природы в технических системах, менеджменте, рисках, логистике, экономике. Автор более 200 научных статей, опубликованных в российских и зарубежных научных журналах, 6 монографий, 6 авторских свидетельств и патентов.
Автор более 200 научных трудов, опубликованных в зарубежных, международных и российских научных журналах, изобретений и монографий, а также научно-популярных статей.

## Публикации
- Мадера А. Г., Мадера Д. А. Математические софизмы. — М.: Просвещение, 2003
- Мадера А. Г. Моделирование теплообмена технических систем. — М.: НФ им. ак. В. А. Мельникова, 2005
- Мадера А. Г. Математические модели в управлении. — М.: Изд. РГГУ, 2007
- Мадера А. Г. Моделирование и принятие решений в менеджменте. Руководство для будущих менеджеров. — М.: Изд. ЛКИ / УРСС, 1-е изд., 2010; 2-е изд., 2012; 3-е изд., 2013; 4-е изд., 2015. — 688 с.
- Мадера А. Г. Риски и шансы: неопределенность, прогнозирование и оценка. — М.: Изд. КРАСАНД / URSS, 2014. — 448 с.
- Мадера А.Г. Количественные методы разработки и принятия решений в менеджменте. Компьютерное моделирование в Microsoft Excel. Практикум: Учебное пособие. Изд. 2-е, испр. и доп. — М.: ЛЕНАНД / URSS, 2018
- Мадера А. Г. Бизнес-процессы и процессное управление в условиях неопределенности: количественное моделирование и оптимизация. — М.: ЛЕНАНД (URSS), 2019. — 160 с.

Член редколлегий научных журналов: «Интегрированная логистика», «Фундаментальные исследования», «Современные проблемы науки и образования», «Труды НИИСИ РАН».
Член диссертационного совета по докторским диссертациям — Российской академии наук (РАН) и Российского химико-технологического университета им. Д. И. Менделеева (РХТУ им. Менделеева)